# Karen Robinson
Karen Robinson (nascida em 1968) é uma canadense, atriz de cinema, televisão e teatro, que ganhou o Canadian Screen Award de Melhor Performance em um papel de convidado em uma série de drama no 7º Canadian Screen Awards em 2019 por sua aparição na televisão série Mary de Morte.
Nascida em Londres, Inglaterra, e criada na Jamaica, Robinson mudou-se para Drumheller, Alberta com sua família quando adolescente.  Ela era ativa nas artes na infância, incluindo cantar em corais, atuar em peças de teatro e recitar leituras de poesia, e estudou comunicação e teatro no Mount Royal College, em Calgary, antes de começar a trabalhar como atriz profissional no início dos anos 90.

## Trabalho teatral
No palco, ela originou o papel de Marie-Joseph Angélique na peça de Angela , de Lorena Gale , em 1998, pela qual recebeu uma indicação ao prêmio Betty Mitchell de Melhor Atriz em 1998.  Em 2002, ela originou o papel de Lily na produção do Festival de Stratford da peça Shadows de Timothy Findley ; no ano seguinte, ela interpretou Clitemnestra em três peças simultâneas, Agamenon de Ésquilo , Electra de Jean Giraudoux e As Moscas de Jean-Paul Sartre￼￼.  Em 2006, ela recebeu uma indicação ao prêmio Dora Mavor Moore Award de Melhor Performance por uma Mulher em um Papel Principal em um Teatro de Graça por sua atuação em Duas Latas de Trevor Rhone￼￼.
Em 2009, ela interpretou Prospera numa produção Dream in High Park, de Gênero, de The Tempest , de William Shakespeare , e ganhou o Prêmio Elizabeth Sterling Haynes de Melhor Atriz Coadjuvante em um Jogo por sua atuação como Sra.  Muller no Citadel Theatre produção de John Patrick Shanley 's Doubt.
Ela também apareceu em produções de Coups e Calypsos de M. NourbeSe Philip , Problem Child de George F. Walker , Sonho de uma Noite de Verão de Shakespeare , Harlem Duet de Djanet Sears , A atração gravitacional de Beth Graham de Berenice Trimble e A importância de ser sincero de Oscar Wilde .

## Cinema e televisão
Suas aparições no cinema incluíram Against The Ropes , Love, Sex e Eating the Bones , que mataram os filhos de Atlanta? , Owown Mahowny , Short Hymn, Guerra Silenciosa , Lars e a Real Girl e Final Jeopardy .
Na televisão, ela teve papéis regulares como a mãe de Carlos em The Line￼￼, Ingrid Evans em King, Hani Suleman em Shoot the Messenger, Mildred Clarke em Frankie Drake Mysteries e Ronnie Lee em Schitt's Creek .  Ela recebeu uma indicação ao Prêmio Gemini de Melhor Atriz Coadjuvante em um Filme de Televisão ou Minissérie no 26º Gemini Awards em 2011 por sua atuação como Cherlene em O Evangelho Segundo o Blues.